# Magda Gerber
Magda Gerber (ur. 1 listopada 1910 w Budapeszcie, zm. 27 kwietnia 2007) była pedagożką, specjalistką od opieki nad dziećmi do lat 3 w Stanach Zjednoczonych i współtwórczynią podejścia do dzieci RIE. Jej zainteresowanie pracą pedagogiczną zrodziło się w trakcie współpracy z pediatrą Emmi Pikler w Budapeszcie. Po emigracji do Stanów zjednoczonych w 1957 roku opracowywała podejście do opieki nad dziećmi RIE (Resources for Infant Educarers). W 1978 roku wraz z neurologiem dziecięcym, Thomasem Forrestem, założyła organizację non-profit Resources for Infant Educarers ® (RIE®). Gerber uczyła rodziców i opiekunów, jak rozumieć małe dzieci i traktować je z szacunkiem od urodzenia.

## Biografia
Magda Gerber urodziła się w Budapeszcie na Węgrzech. Ukończyła językoznawstwo na Sorbonie w Paryżu. Wraz z mężem, Imre Gerber, mieli troje dzieci.
Gerber poznała pediatrę Emmi Pikler w Budapeszcie. Pikler przyjechała zbadać chorą córkę Gerber i ujęła ją tym, z jakim szacunkiem rozmawiała z chorym dzieckiem oraz jak dobrze przebiegła współpraca z dziewczynką. Pikler została ich pediatrą rodzinnym, a także mentorką Gerber i zainspirowała ją do uzyskania tytułu magistra edukacji wczesnoszkolnej w Budapeszcie. W 1945 roku Gerber rozpoczęła pracę z Pikler w państwowym sierocińcu w Budapeszcie, zwanym potocznie Lóczy od ulicy, na której się znajdował. W trakcie współpracy w sierocińcu Gerber i Pikler mogły przetestować innowacyjne teorie dotyczące opieki nad dziećmi i obserwować ich pozytywny wpływ na rozwój najmłodszych dzieci. Pikler założyła Instytut Pikler, który funkcjonuje do dziś. Ich drogi rozeszły się w końcówce lat pięćdziesiątych.
W trakcie zawirowań politycznych na Węgrzech, mąż i nastoletnia córka Gerber zostali uwięzieni jako więźniowie polityczni i po rewolucji węgierskiej w 1956 roku rodzina wyemigrowała do Austrii, a następnie w 1957 roku do Stanów Zjednoczonych. Zamieszkali na stałe w Los Angeles. Gerber pracowała początkowo jako terapeuta w szpitalu dziecięcym z dziećmi z mózgowym porażeniem dziecięcym, a następnie w szkole Dubnoff w północnym Hollywood z dziećmi z autyzmem. Dzięki uważnej obserwacji była w stanie nawiązać relacje z wyjątkowo niespokojnymi dziećmi, do których inni nie potrafili dotrzeć. W 1972 roku rozpoczęła współpracę z neurologiem dziecięcym, Thomasem Forrestem, nad profilaktycznym programem zdrowia psychicznego opartym na modelowaniu interakcji między niemowlętami i małymi dziećmi a ich rodzicami i opiekunami.
W roku 1973 zaczęła prowadzić zajęcia grupowe z rodzicami i małymi dziećmi w Los Angeles, gdzie uczyła rodziców, jak uważnie obserwować dzieci podczas zabawy i w jaki sposób nawiązywać interakcje. W 1978 r. Gerber i Forrest założyli organizację non-profit Resources for Infant Educarers ® (RIE®), aby kontynuować współpracę z rodzinami i opiekunami.

## Podejście RIE
Misją RIE jest poprawa życia niemowląt i małych dzieci oraz wspieranie rozwoju dzieci kompetentnych, autentycznych i samodzielnych. Podejście opiera się na szacunku wobec dziecka od pierwszych dni jego życia oraz na zaufaniu w jego naturalne kompetencje. Autentyczne dzieci to takie, które czują więź z opiekunami bazującą na poczuciu bezpieczeństwa, a jednocześnie są świadome własnych umiejętności i mają poczucie niezależności. Dlatego filozofia RIE podkreśla potrzebę wrażliwej obserwacji dziecka w celu zrozumienia jego potrzeb, a także zachęca do wspierania samodzielnej zabawy oraz umożliwienia interakcji z innymi dziećmi, w trakcie których mogą one same odkrywać świat i próbować rozwiązywać problemy. Dodatkowo RIE podkreśla rolę stawiania jasno określonych, spójnych granic i dbania o nie z szacunkiem do dziecka i siebie.
Filozofia RIE skierowana jest głównie do dzieci w wieku od urodzenia do trzech lat, ale jej zasady są uniwersalne i pomocne także dla rodziców oraz opiekunów starszych dzieci.